# 岡山県道298号上大竹種線
岡山県道298号上大竹種線（おかやまけんどう298ごう かみおおたけたねせん）は、岡山県高梁市から井原市に至る一般県道である。

## 概要
高梁市川上町上大竹と井原市芳井町種を結ぶ。

### 路線データ
- 起点：高梁市川上町上大竹（岡山県道294号下鴫川上線交点）
- 終点：井原市芳井町種（岡山県道297号高山芳井線交点）
- 総延長：5.9 km[注釈 1][1]
- 道路管理者：岡山県（備中県民局）[注釈 2]

## 歴史
- 1960年（昭和35年）3月18日 - 岡山県告示第335号により認定される。
- 1972年（昭和47年）秋頃 - 現行の県道番号に変更される。
- 2004年（平成16年）10月1日 - 高梁市と川上郡全3町（川上町・成羽町・備中町）、上房郡有漢町が対等合併し、改めて高梁市が設置されたことに伴い、起点の地名表記が変更される。
- 2005年（平成17年）3月1日 - 井原市が後月郡芳井町および小田郡美星町を編入したことに伴い、終点の地名表記が変更される。

## 路線状況
1.5車線区間と2車線区間とが入り混じった路線ではあるものの、軽自動車同士ですら離合のできない幅員狭小区間が存在する岡山県道297号高山芳井線の迂回路としては有用。ただし、高梁市川上町仁賀 ‐ 井原市芳井町佐屋では、本県道と市道などとの区別が付きづらい箇所がいくつかあり、道順を間違えないよう注意が必要である。

### 並行する旧街道
- 井原吹屋道（いばらふきやみち）

井原（井原市中心部）と吹屋を結んでいた。高梁市川上町仁賀の佐屋集落の東方には、「井原吹屋道」という小字も存在する。

## 地理

### 通過する自治体
- 岡山県
  - 高梁市 - 井原市

### 交差する道路
| 交差する道路            | 市町村名 | 交差する場所 | 交差する場所 |
| ----------------------- | -------- | ------------ | ------------ |
| 岡山県道294号下鴫川上線 | 高梁市   | 川上町上大竹 | 起点         |
| 岡山県道297号高山芳井線 | 井原市   | 芳井町種     | 終点         |

### 沿線
- 領家川
- 大神社